# اندیس سنگ تزئینی ارمند
سنگ تزئینی ارمند یک اندیس مصالح ساختمانی است که در حوالی شهر اردل استان چهارمحال و بختیاری قرار دارد و مادهٔ معدنی موجود در آن، سنگ تزئینی است. و دیرینگی آن به دوران آسماری الیگومیوسن می‌رسد. 